# FESPACO
FESPACO (Panafrican Film and Television Festival of Ouagadougou eller Festival panafricain du cinéma et de la télévision de Ouagadougou) är den största och äldsta panfrikanska filmfestivalen i Afrika.
Festivalen arrangerades första gången 1969 och på festivalen visas uteslutande afrikanska filmer. FESPACO arrangeras vartannat år i Ouagadougou i Burkina Faso och startar alltid sista lördagen i februari. Dess syfte är att utveckla den afrikanska filmens roll för utbildning och medvetandegörande. Ett annat syfte är att marknadsföra, uppmuntra distribution av och sprida afrikansk film. Den fungerar också som en plattform för afrikanska filmarbetare där de träffas och utbyter erfarenheter. FESPACO försöker även arkivera, restaurera och säkra den afrikanska kontinentens filmskatt.
Vid den första festivalen 1969 deltog 24 filmer från 7 länder. 2011 hade festivalen växt till att visa 170 filmer från 80 olika länder. När FESPACO fyllde 50 år, 2019, väntades 100 000 besökare till den veckolånga festivalen.
| ”                                                                                           | Festivalen i Ouagadougou är såvitt jag vet det enda evenemang i sitt slag, dit folk ibland rider på kamel och där matinéerna börjar klockan halv sju på kvällen. | „ |
| – Ur boken ”På bio söder om Sahara”, 1972, Nils Petter Sundgrens bok om Fespacos första år. | |   |

## Priser
Det mest prestigefyllda priset som delas ut vid FESPACO är Guldhingsten (Étalon de Yennenga eller Yennega Stallion). Detta pris anses vara det förnämsta afrikanska filmpriset. Priset bestod 2011 av 10 miljoner CFA-franc samt en stayett. Statyetten avbildar en kvinnlig krigare med ett spjut i handen sittande på en stegrande häst och namnet refererar till myten om kejsardömet Mossés, Burkina Fasos största etniska grupp. Priset symboliserar den afrikanska kulturella identitet som FESPACO uppmuntrar filmmakarna att upprätthålla genom sina filmer.
Andra priser som delas ut under festivalen är Oumarou Ganda Prize som ges till bästa debutfilm och Paul Robeson Prize som ges till bästa filmen från en regissör ur den afrikanska diasporan. 

### Vinnare av Guldhingsten
| År   | Film                     | Regissör             | Land            |
| ---- | ------------------------ | -------------------- | --------------- |
| 1972 | Le Wazzou polygame       | Oumarou Ganda        | Niger           |
| 1973 | Les mille et une mains   | Souheil Ben Barka    | Marocko         |
| 1976 | Muna Moto                | Dikongué Pipa        | Kamerun         |
| 1979 | Baara                    | Souleymane Cissé     | Mali            |
| 1981 | Djeli                    | Kramo Lanciné Fadika | Elfenbenskusten |
| 1983 | Finye                    | Souleymane Cissé     | Mali            |
| 1985 | Histoire d'une rencontre | Brahim Tsaki         | Algeriet        |
| 1987 | Saraouinia               | Med Hondo            | Mauretanien     |
| 1989 | Heritage Africa          | Kwaw Ansah           | Ghana           |
| 1991 | Tilaï                    | Idrissa Ouédraogo    | Burkina Faso    |
| 1993 | Au nom du Christ         | Roger Gnoan M'Bala   | Elfenbenskusten |
| 1995 | Guimba                   | Cheick Oumar Sissoko | Mali            |
| 1997 | Buud Yam                 | Gaston Kaboré        | Burkina Faso    |
| 1999 | Pièces d'identités       | Mwézé Ngangura       | Kongo-Kinshasa  |
| 2001 | Ali Zaoua                | Nabil Ayouch         | Marocko         |
| 2003 | En attendant le bonheur  | Abderrahmane Sissako | Mauretanien     |
| 2005 | Drum                     | Zola Maseko          | Sydafrika       |
| 2007 | Ezra                     | Newton Aduaka        | Niger           |
| 2009 | Teza                     | Haile Gerima         | Etiopien        |
| 2011 | Pegasus                  | Mouftakir Mohamed    | Marocko         |
| 2013 | Tey                      | Alain Gomis          | Senegal         |
| 2015 | Fièvres                  | Hicham Ayouch        | Marocko         |
| 2017 | Félicité                 | Alain Gomis          | Senegal         |